# San Maurizio d’Opaglio
San Maurizio d’Opaglio (piemontiul: San Mauritsi) település Olaszországban, Piemont régióban, Novara megyében. Lakosainak száma 2955 fő (2023. január 1.). San Maurizio d’Opaglio Madonna del Sasso, Orta San Giulio, Pella, Pogno és Gozzano községekkel határos.

## Népesség
A település lakossága az elmúlt években az alábbi módon változott:
| Lakosok száma | 3037 | 3075 | 2955 |
|               | 2017 | 2018 | 2023 |